# Design de jogos
O design de jogos, ou desenho de jogos, ou projetamento de jogos, é uma extensão da prática do design cujo foco é a criação de jogos, sejam eles digitais ou não. Os jogos podem ser criados para entretenimento, educação, exercício ou propósitos experimentais. Cada vez mais, elementos e princípios do design de jogos também são aplicados a outras interações, na forma de gamificação.
O profissional da área de design pode atuar em todas as etapas da  produção dos jogos, desde o desenvolvimento da temática ou roteiro, produção da arte conceitual (esboços e rascunhos da história e personagens), modelagem 3D e chegando até a programação, no caso de jogos digitais.

## História
Jogos vêm sendo criado desde antes da formação da cultura, já que encontramos jogos entre os animais. Os jogos que jogamos hoje em dia, porém, podem ser divididos entre aqueles que foram criados em algum momento perdido da história e foram evoluindo, como a família de jogos africanos que são variações de Mancala, ou mesmo sendo esquecidos e recuperados, como Senet, e não sabemos exatamente como foram criados, como jogos que foram criados de forma específica por um autor ou empresa, como Monopoly e os jogos digitais.
Criar jogos, mesmo os não digitais, porém, era uma atividade pouco estudada antes do aparecimento dos jogos digitais, não havendo uma carreira reconhecida de designer de jogos. Com o aparecimento da indústria de video games, hoje a maior indústria de entretenimento no mundo, em torno de 1978 e 1984, o design de jogos se tornou paulatinamente uma profissão estabelecida, e com o conhecimento acumulado, publicações e mais recentemente a criação de cursos específicos, o design de jogos hoje é uma carreira promissora.
O desenho de jogos tende à multidisciplinaridade, uma vez que a construção de jogos requer subsídios de diversas áreas técnicas, como a programação, sonoplastia, computação gráfica e outros. Nele, engloba-se o game design (responsável pela concepção, criação e coordenação de todo o jogo), game art (responsável por toda criação de arte, design e efeitos visuais), game sound (responsável pela criação de sons e efeitos sonoros) e game programming (responsável pela implementação do jogos, das regras, da jogabilidade).
A preocupação fundamental do designer de jogos é agregar os conceitos de interatividade com o planeamento da interface e entretenimento, garantindo a experiência desejada do usuário final. No início da história dos jogos eletrônicos, os designers de jogos eram muitas vezes o programador principal ou o único programador para um jogo. Este é o caso de designers famosos como Sid Meier e Will Wright. Esta pessoa às vezes também incorporava todo o time de arte. Enquanto os jogos ficavam mais complexos e os computadores e consoles ficavam mais poderosos (permitindo mais características), o trabalho de designer de jogos tornou-se uma função separada, com o programador principal dividindo seu tempo entre as duas funções, indo de um papel para o outro.
Mais tarde, a complexidade dos jogos subiu ao ponto onde começou a precisar de alguém que se concentrasse inteiramente no design do jogo. Muitos veteranos escolheram o design de jogos para não precisar programar e passar estas funções para os outros.

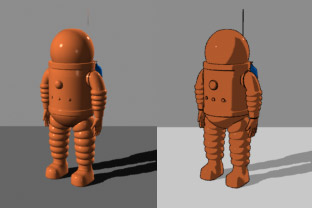
A modelagem tridimensional é uma das ferramentas utilizadas no desenvolvimento dos jogos eletrônicos.

É raro encontrar um jogo eletrônico onde o programador principal também é o designer principal, exceto em casos de jogos relativamente simples, como Tetris ou Bejeweled. Com muitos jogos complexos, como MMORPGs, os designers podem chegar a dezenas! Nestes casos, há geralmente um ou dois designers principais e vários programadores, com diferentes níveis de experiência, que especificam subsistemas ou subconfigurações do jogo.

## Teoria do design de jogos
Nos últimos anos, devido ao crescimento da indústria, muitos profissionais e pesquisadores têm buscado criar uma teoria de design de jogos. Will Wright, por exemplo, defende a necessidade de ferramentas de modelagem que permitam pensar o jogo de alguma forma, do mesmo jeito que arquitetos e engenheiros tem suas próprias ferramentas.
Alguns autores também propõem frameworks que permitem uma melhor compreensão dos elementos que compõe um jogo, auxiliando o designer na criação. Provavelmente os mais conhecidos são a Tétrade Elementar de J. Schell, que propõe entender um jogo pela suas Estética, Mecânica, Tecnologia e História, e Hunicke, LeBlanc e Zubek, que propõem o Framework MDA, de Mecânica, Dinâmica e Estética. É importante frisar que esses trabalhos não tem a mesma compreensão dos termos Mecânica e Estética. Variações sobre esses dois modelos, ou unificações desses dois modelos, são comuns.
Devido a característica multidisciplinar, indicada, por exemplo, pela Tétrade Elementar, a teoria de design de jogos é influenciada por várias áreas, como a Computação, a Narrativa, a Arte, o Design e outras. Com o aparecimento dos jogos em celulares e smartphone, com alto potencial de lucro, ganharam força teorias ligadas ao Marketing e a Psicologia, para atrair mais usuários.

## Processos de desenvolvimento de jogos digitais
O processo de desenvolvimento de jogos digitais é complexo e tem a participação de diversas áreas profissionais. Além das necessidades do desenvolvimento do software, outras área como o enredo, mecânicas de jogo, design de ambiente, design de efeitos sonoros, trilha sonora, design de personagens e interação entre o jogo e o jogador, foram recebendo mais investimentos dos estúdios, trazendo outros profissionais como roteiristas, artistas 3D, ilustradores, animadores e músicos. Não é necessário possuir um grande capital para se criar um jogo, diversos projetos de sucesso foram inicialmente produzidos por uma única pessoa, como o jogo Stardew Valley produzido por Eric Barone. Para produtores independentes, é necessário criatividade e pesquisa com jogadores para produzir jogos com menos recursos.
Com a evolução do mercado de jogos digitais, surgiram ferramentas para auxiliar os desenvolvedores na elaboração de seus jogos. Ferramentas como programas de modelagem 3D, motores para simulação de efeitos gráficos e de luz, motores de jogo e programas para animação. Os motores de jogos são uma das principais ferramentas para fazer todas as simulações necessárias para o funcionamento de um jogos, e os dois principais encontrados no mercado são a Unreal Engine e a Unity.
Vários autores propõem diferentes processos de desenvolvimento de jogos digitais, porém todos concordam que é necessário partir de um conceito de jogo e seguir um processo  altamente iterativo, pois é necessário entender como o jogo funciona quando jogado desde muito cedo.
Práticas comuns do design de jogos incluem a criação de um Game Design Document, ou a Bíblia do Jogo, o uso de protótipos, inclusive de papel e de baixa fidelidade, preocupação extreme com os testes e metodologias ágeis como Scrum.

### Design de jogo iterativo
O projeto iterativo é uma metodologia de projeto baseada em um processo cíclico de prototipagem, teste, análise e refino de um produto ou processo. Com base nos resultados dos testes da mais recente iteração de um projeto, são feitas alterações e refinamentos. Este processo tem o objetivo final de melhorar a qualidade e a funcionalidade de um projeto. No projeto iterativo, a interação com o sistema projetado é usada como uma forma de pesquisa para informar e evoluir um projeto, conforme versões sucessivas, ou iterações de um projeto são implementadas.
O design de jogo iterativo é o processo pelo qual um jogo de vídeo é repetidamente proposto, prototipado, testado e reavaliado antes do lançamento do produto em funcionamento. O design de jogos iterativos opera com base no seguinte princípio: é irrealista criar um produto ideal na primeira tentativa.

## Design de jogos no Brasil
No Brasil, a história do design de jogos vem antes mesmo da chegada dos europeus no continente americano. Povos nativos na região onde atualmente se encontra o Brasil, já produziam jogos como Peteca e Jogo da onça, o primeiro jogo de tabuleiro criado no Brasil. Esses jogos além de ser uma forma de entretenimento, muitas vezes também serviam como forma de promover cooperação, senso de estratégia e diversas outras habilidades.

### Jogos de tabuleiro

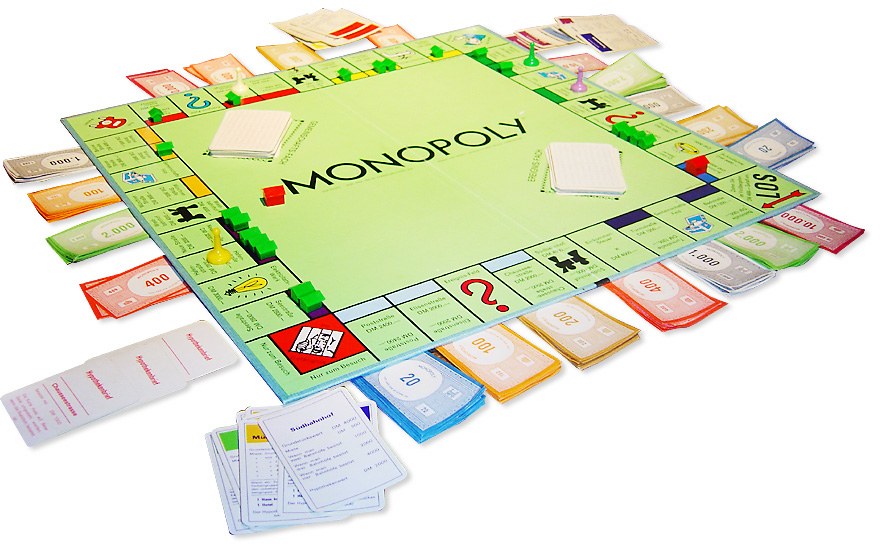
Monopoly

O primeiro jogo de tabuleiro criado no Brasil foi o Jogo da Onça. O jogo foi criado pelos bororos, povo indígena que habita o estado do Mato Grosso. Inicialmente o tabuleiro era feito no chão, com marcações na areia e utilizando 15 pedras ou sementes como peças, onde um das peças representa a onça e as outras 14 representavam os cachorros. Um dos jogadores controla a peça da onça, tendo como objetivo comer pelo menos 6 cachorros. Já o jogador que utiliza os cachorros, tem como objetivo cercar a onça.

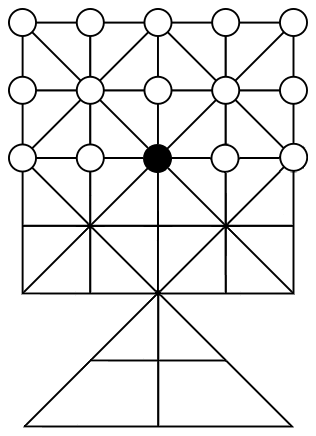
Jogo da Onça

No século XX, alguns títulos estrangeiros como Monopoly e Risk foram trazidos para o Brasil, onde foram traduzidos e adaptados para a realidade brasileira. A Estrela foi a responsável pela adaptação do jogo Monopoly, lançando então no mercado brasileiro como Banco Imobiliário, que modificava os endereços americanos de seu tabuleiro por bairros brasileiros.

### Jogos eletrônicos
O primeiro jogo produzido comercialmente no Brasil foi o "Aeroporto 83", produzido por Renato Degiovani e sua primeira edição lançada em 1983 pela revista Micro Sistemas, uma revista especializada em Computador doméstico. O título foi produzido para computadores da linha Sinclair ZX81 e vinha na forma de fita cassete, formato utilizado normalmente para gravação e reprodução de músicas.
Em uma pesquisa feita pela PGB, 74,5% dos entrevistados possuem o hábito de jogar jogos eletrônicos, sendo o smartphone a plataforma mais utilizada pra jogar. 
A produção e consumo de jogos vem crescendo mundialmente ao longo dos anos, ultrapassando o faturamento de mercados como de cinema e de música. Por mais que o mercado de jogos no Brasil tenha arrecadado cerca de R$ 12 bilhões em 2021, se tornando o 12º maior consumidor do mundo, a produção nacional de jogos ainda é discreta se comparado à produção em países como Estados Unidos, China e Japão. Como o consumo de jogos no país possui mais engajamento em celulares, a produção nacional se concentra nessa plataforma.

## Designers notáveis

### Designers de jogos eletrônicos
- Akira Toriyama e Hironobu Sakaguchi em Chrono Trigger.
- Brian Reynolds, Civilization II, Sid Meier's Alpha Centauri e Rise of Natins
- Chris Crawford
- Danielle Bunten Berry, de M.U.L.E. e Seven Cities of Gold
- David Cage, de Heavy Rain, Beyond: Two Souls e Detroit: Become Human
- Goichi Suda de Killer 7
- Hideo Kojima da série  Metal Gear Solid
- Hironobu Sakaguchi da popular série Final Fantasy
- Hamilton Dadvans da série  Mills - novo mundo
- Jon Freeman, designer da série de jogos Archon
- John Romero de Wolfenstein 3D, a série DOOM e Quake
- Ken Rolston, designer americano de jogos de computador e tabuleiro melhor conhecido pelo seu trabalho na West End Games e a série de jogos de computador de sucesso The Elder Scrolls.
- Leslie Benzies, designer escocês da franquia Grand Theft Auto
- Richard Garriott (Lorde britânico), desenvolvedor da série Ultima de jogos para computador
- Satoshi Tajiri  criador da série Pokémon
- Shinji Mikami da famosa série de jogo de survival horror Resident Evil,Devil May Cry,Onimusha entre outros
- Sid Meier, famoso por Civilization e Railroad Tycoon
- Shigeru Miyamoto do Donkey Kong, The Legend of Zelda e da série Super Mario
- Peter Molyneux da série Populous, Black and White, Theme Park e dos 3 jogos de  Fable  entre outros.
- Roberta Williams, designer da série de jogos para computador King's Quest,
- Tetsuya Nomura, de Final Fantasy, Kingdon Hearts, Phantasmagoria, entre muitos outros
- Will Wright, designer de SimCity, The Sims e Spore

### Designers dejogo de cartas colecionáveis
- Richard Garfield - por jogo de cartas colecionáveis como: Magic: The Gathering, Vampire: The Eternal Struggle, Battletech, Netrunner e jogos de tabuleiro como: Robot Rally e Grand Dalmuti.

### Designers deRPG
- Gary Gygax e Dave Arneson - criadores de Dungeons & Dragons.
- Steve Jackson - criador da empresa de Steve Jackson Games desenvolvedora de jogos como o RPG GURPS  e os Jogos de carta colecionáveis Illuminati e Munchkin.
- Ken Rolston - Antes de entrar no campo de jogo de computador, durante doze anos, Ken foi um premiado designer de jogos de RPG de Mesa. Seus créditos incluem jogos e suplementos para Paranoia, RuneQuest, Warhammer Fantasy Roleplay, AD&D, D&D.[31][32][33]

### Designers dejogos de tabuleiro
- Charles Darrow - criador da versão atual do Banco Imobiliário.
- Klaus Teuber - criador de Descobridores de Catan.
- Mordecai Meirowitz - criador de Mastermind.
- Fabiano Onça - criador de Shieldwall A Ilha de Waka Waka.[2]

### Designers brasileiros
- Fernando Moraes Fonseca Júnior
- Luiz Dal Monte Neto, teve cerca de 60 jogos publicados, a maioria deles nas décadas de 80 e 90.[8][9][10]
- Mário Seabra um pioneiro na criação de jogos no Brasil. Seu jogo mais conhecido é War II.[34]
- Renato Degiovani, Produtor do site TILT online.
- Sílvia Zatz
- Sérgio Halaban
- Carlos Seabra
- Fel Barros
- André Zatz
- Vince Vader